# Centrifuge Accommodations Module

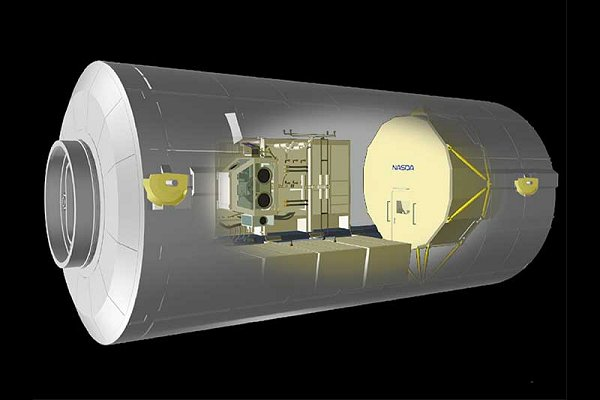
Centrifuge Accommodations Module

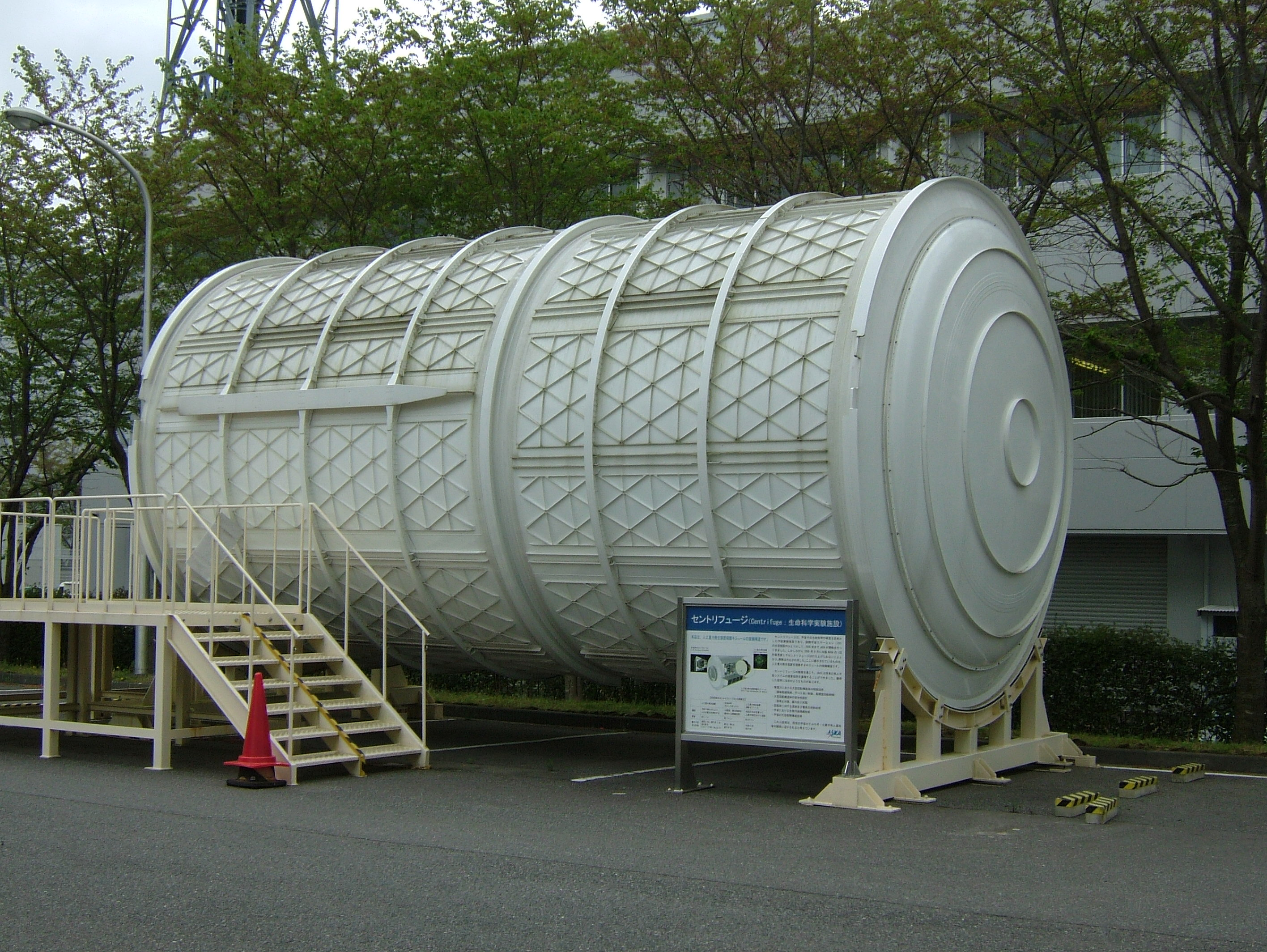
CAM im Tsukuba Space Center

Das Centrifuge Accommodations Module (CAM, deutsch Zentrifugenunterkunftsmodul) war ein geplantes Modul der Internationalen Raumstation und sollte regelbare Schwerkraft für Experimente zur Verfügung stellen und Folgendes ermöglichen:
- Das Aussetzen von biologischen Proben an künstliche Schwerkräfte zwischen 0,01 und 2 g
- Gleichzeitig zwei unterschiedliche künstliche Schwerkraftlevel zu erzeugen
- Teil- sowie Hyperschwerkraftumgebungen für Proben zu erzeugen um verformende Effekte und die Grenzen der Schwerkraft zu erforschen
- Zur Verfügung stellen von kurzzeitigen Teil- oder auch Hyperschwerkraftumgebungen um Auswirkungen von kurzen Schwerkraftänderungen an Proben zu erforschen
- Simulation von Erdverhältnissen an Bord der ISS um Effekte der Schwerelosigkeit auf Proben zu isolieren
- Simulation von Erdverhältnissen um Proben ein Erholen von der Schwerelosigkeit zu ermöglichen
- Ermöglichen von lokalen 1 g für Proben in der Schwerelosigkeit

Das CAM sollte mit dem Space Shuttle um das Jahr 2009/2010 zur ISS gebracht und dort an das Harmony-Modul angedockt werden. Das Modul hätte zum amerikanischen Segment der Station gehört, wurde jedoch von Japan im Gegenzug für Shuttle-Transportleistungen gebaut. 
Nach dem am 2. März 2006 verabschiedeten Aufbauplan der Station befand sich das CAM nicht mehr unter den in den Weltraum zu befördernden Modulen. Dies war darauf zurückzuführen, dass die Space-Shuttle-Flotte nach 2011 außer Dienst gestellt wurde und daher nur noch eine begrenzte Anzahl von Flügen absolvieren konnte. Somit wurden nur die wichtigsten amerikanischen Module sowie die Module internationaler Partner zur Station gebracht.
Gegenwärtig wird das CAM in einer Außenausstellung des Tsukuba Space Centers in Japan gezeigt.

## Technische Daten
- Länge: 8,9 m
- Durchmesser: 4,4 m
- Masse: 10 t
- Anzahl International Standard Payload Racks: 14 gesamt, vier beinhalten Experiment-Hardware